# Église San Simeone Profeta
Pour les articles homonymes, voir Simeone.
L'église San Simeone Profeta ou Grande est une église catholique de Venise, en Italie.

## L'origine de l’appellation populaire

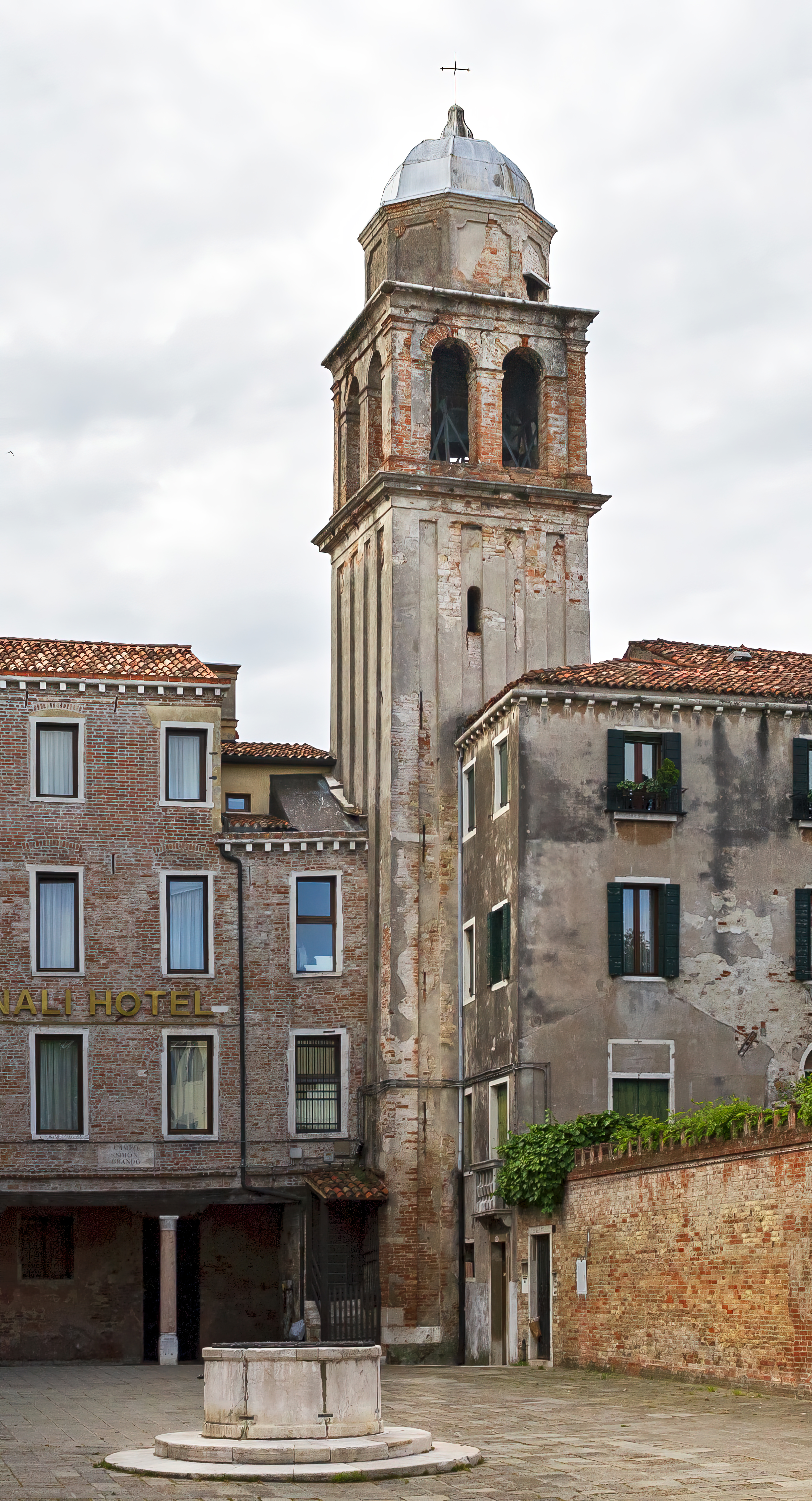
Le Campanile

- L'église aurait été surnommée Saint-Simon-le-Grand non parce qu'elle aurait été dédiée à l'apôtre Simon, mais à Syméon, le prêtre qui présenta Jésus au Temple (Luc 2, 25-35). Selon cette hypothèse, Saint-Siméon-le-Prophète serait dédiée à Saint-Syméon, tandis que l'église Saint-Siméon-le-Mineur serait dédiée à Saint-Simon.
- L'église se serait appelé ainsi non parce qu'elle était plus grande que l'autre et elle est, de fait,  beaucoup moins monumentale, mais parce qu'elle était une église paroissiale, alors que Saint-Siméon-le-Mineur ne l'a jamais été.